# Intervención y praxis
Intervención y praxis es una forma de investigación-acción participativa que hace énfasis en el trabajo sobre la praxis potencial (conocida como Frónesis) de sus participantes. Esta contrasta con otras formas de investigación-acción participativa, porque enfatiza la modificación colectiva del mundo exterior. La praxis potencial significa el potencial de los miembros de reflejar en el trabajo su mentalidad. El participante aquí se refiere no sólo al "cliente-beneficiario" del proyecto de intervención y praxis, sino también a los organizadores y expertos que participan de dicho proyecto. La intervención y praxis tiene por objeto orientar a sus miembros a través de una objetivación participante. El método incluye la desestabilización de las mentalidades establecidas en el mundo social o sus individuos, especialmente si se sospecha que los mismos han contribuido con el sufrimiento o la marginación.